# Гранадська архідіоцезія
Грана́дська архідіоце́зія (лат. Archidioecesis Granatensis; ісп. Archidiócesis de Granada) — архідіоцезія римського обряду Католицької церкви в Іспанії, з центром у місті Гранада. Охоплює терени центральної і східної Андалусії. Входить до складу Гранадської церковної провінції.  Заснована 10 грудня 1492 року. Голова — архієпископ Гранадський. Центральний храм — Гранадський собор. Суфраганні діоцезії — Альмерійська, Гуадіська, Картахенська, Малазька, Хаенська. Площа — 6,945 км². Населення — 860,898 ос.; з них католики — 743,530 ос. (86.9%). Чинний голова — Франсіско Хав'єр Мартінес Фернандес, архієпископ Гранадський.

## Гранадська церковна провінція
- Гранадська архідіоцезія
- Альмерійська діоцезія
- Гуадіська діоцезія
- Картахенська діоцезія
- Малазька діоцезія
- Хаенська діоцезія

## Архієпископи
- Франсіско Хав'єр Мартінес Фернандес

## Статистика
Згідно з «Annuario Pontificio» і Catholic-Hierarchy.org:
| Рік  | Населення | Населення | Населення | Священики | Священики | Священики | Священики           | Диякони | Ченці    | Ченці | Парафії |
| Рік  | католики  | загалом   | %         | загалом   | секулярні | ченці     | вірних на священика | Диякони | чоловіки | жінки | Парафії |
| ---- | --------- | --------- | --------- | --------- | --------- | --------- | ------------------- | ------- | -------- | ----- | ------- |
| 1950 | 680.000   | 682.000   | 99,7      | 421       | 323       | 98        | 1.615               |         | 258      | 1.440 | 254     |
| 1970 | 620.000   | 620.342   | 99,9      | 577       | 337       | 240       | 1.074               |         | 545      | 1.668 | 234     |
| 1980 | 631.000   | 638.800   | 98,8      | 429       | 231       | 198       | 1.470               |         | 455      | 1.902 | 258     |
| 1990 | 640.000   | 673.000   | 95,1      | 433       | 263       | 170       | 1.478               | 1       | 318      | 966   | 257     |
| 1999 | 660.500   | 694.269   | 95,1      | 449       | 267       | 182       | 1.471               | 2       | 304      | 1.402 | 264     |
| 2000 | 661.000   | 693.900   | 95,3      | 453       | 273       | 180       | 1.459               | 2       | 295      | 1.410 | 264     |
| 2001 | 674.828   | 693.900   | 97,3      | 457       | 277       | 180       | 1.476               | 1       | 291      | 1.420 | 264     |
| 2002 | 674.828   | 693.900   | 97,3      | 471       | 279       | 192       | 1.432               | 1       | 353      | 1.623 | 264     |
| 2003 | 675.115   | 693.900   | 97,3      | 428       | 285       | 143       | 1.577               | 1       | 275      | 1.610 | 265     |
| 2004 | 679.845   | 706.896   | 96,2      | 418       | 278       | 140       | 1.626               | 1       | 217      | 1.259 | 266     |
| 2006 | 743.530   | 860.898   | 86,4      | 418       | 282       | 136       | 1.778               | 1       | 256      | 1.265 | 267     |
| 2013 | 785.200   | 794.300   | 98,9      | 338       | 264       | 74        | 2.323               | 2       | 141      | 566   | 267     |
| 2016 | 806.500   | 822.071   | 98,1      | 427       | 258       | 169       | 1.888               | 2       | 235      | 1.497 | 267     |